# Словис, Майкл
Майкл Словис (англ. Michael Slovis) — американский оператор и режиссёр телевидения.

## Карьера
Словис начал свою профессиональную карьеру в 1981 году он начал работать кинооператором в кино. Оператором-постановщиком он стал в 1995 году, работая в фильмах «Тусовщица» (1995), «Ни жив ни мёртв» (2002), «Хэллоуинтаун» (1998), «Сын русалки» (1999) и «К старту готов» (2000). В 2000 году Словис стал оператором телесериала «Эд», а затем начал снимать телесериалы «C.S.I.: Место преступления», «Новый Амстердам», «Грань», «Дорогой доктор», «Рубикон», «Укрощение Уайлда» и «Во все тяжкие».
Как режиссёр, он сделал свой режиссёрский дебют, сняв телефильм Spirit. Позже, он снял эпизоды сериалов «Эд», «C.S.I.: Место преступления», «Рубикон», «Во все тяжкие», «Закон и порядок: Специальный корпус» и «Ад на колёсах». В 2006 году, Словис выиграл «Эмми» за лучшую операторскую работу над одночасовой серии сериала «C.S.I.».
В 2014 году, он снял 1 и 2 эпизоды пятого сезона сериала канала HBO «Игра престолов».

## Личная жизнь
В настоящее время Словис живёт в Монтклэре, Нью-Джерси, со своей женой Марией. У них трое детей. Он является выпускником Тишской школы искусств Нью-Йоркского университета.

## Избранная фильмография
| Год       |   | Русское название                    | Оригинальное название             | Роль                                    |
| --------- | - | ----------------------------------- | --------------------------------- | --------------------------------------- |
| 2016—2018 | с | Проповедник                         | Preacher                          | режиссёр (7 серий), продюсер (29 серий) |
| 2015—2018 | с | Ходячие мертвецы                    | The Walking Dead                  | режиссёр (3 серии)                      |
| 2018      | с | Призрачная башня                    | The Looming Tower                 | режиссёр (2 серии)                      |
| 2011—2018 | с | Закон и порядок: Специальный корпус | Law & Order: Special Victims Unit | режиссёр (13 серий)                     |
| 2017      | с | Путь                                | The Path                          | режиссёр (2 серии)                      |
| 2014—2017 | с | Элементарно                         | Elementary                        | режиссёр (4 серии)                      |
| 2016      | с | Лучше звоните Солу                  | Better Call Saul                  | режиссёр (1 серия)                      |
| 2015      | с | Игра престолов                      | Game of Thrones                   | режиссёр (2 серии)                      |
| 2009—2013 | с | Во все тяжкие                       | Breaking Bad                      | режиссёр (4 серии), оператор (50 серий) |
| 2005—2007 | с | C.S.I.: Место преступления          | CSI: Crime Scene Investigation    | режиссёр (3 серии), оператор (27 серий) |
| 2009      | с | Грань                               | Fringe                            | оператор (4 серии)                      |
| 2003      | ф | Иностранец                          | The Foreigner                     | оператор                                |
| 2002      | ф | Ни жив ни мёртв                     | Half Past Dead                    | оператор                                |
| 1998      | ф | Хэллоуинтаун                        | Halloweentown                     | оператор                                |
| 1995      | ф | Коварный умысел                     | Malicious                         | оператор                                |